# قرار مجلس الأمن التابع للأمم المتحدة رقم 259
قرار مجلس الأمن التابع للأمم المتحدة رقم 259، الذي اعتمد في 27 سبتمبر 1968، والذي يتعلق برفاه سكان الأراضي العربية التي احتلتها إسرائيل بعد حرب الأيام الستة، وقد طلب المجلس إلى الأمين العام أن يرسل ممثلًًا خاصًا للإبلاغ عن تنفيذ القرار 237، وطلب المجلس أن تتلقى إسرائيل الممثل الخاص وتتعاون معه وأن يتاح للأمين العام كل التعاون من أجل تنفيذ هذا القرار.
وتم تبني القرار بأغلبية 12 صوتًا مقابل لا شيء؛ وامتنعت كندا، الدنمارك و‌الولايات المتحدة عن التصويت.